# Gymnothorax annasona
Gymnothorax annasona là một loài cá lịch biển được tìm thấy ở tây nam Thái Bình Dương, quanh đảo Lord Howe và đảo Norfolk. It was first named by Whitley in 1937, và tên thông dụng là cá lịch biển đảo Lord Howe hay cá lịch biển Lord Howe.
đại dương.